# 34th Street – Hudson Yards
34th Street – Hudson Yards en tunnelbanestation i New Yorks tunnelbana  som ligger på västra Manhattan vid 34th Street och Hudson Yards i södra Hell's Kitchen, New York. Stationen invigdes september 2015 på Flushing Line. Ovanför stationen pågår bebyggelse av nya hus och kvarter i ett nytt område som heter Hudson Yards.

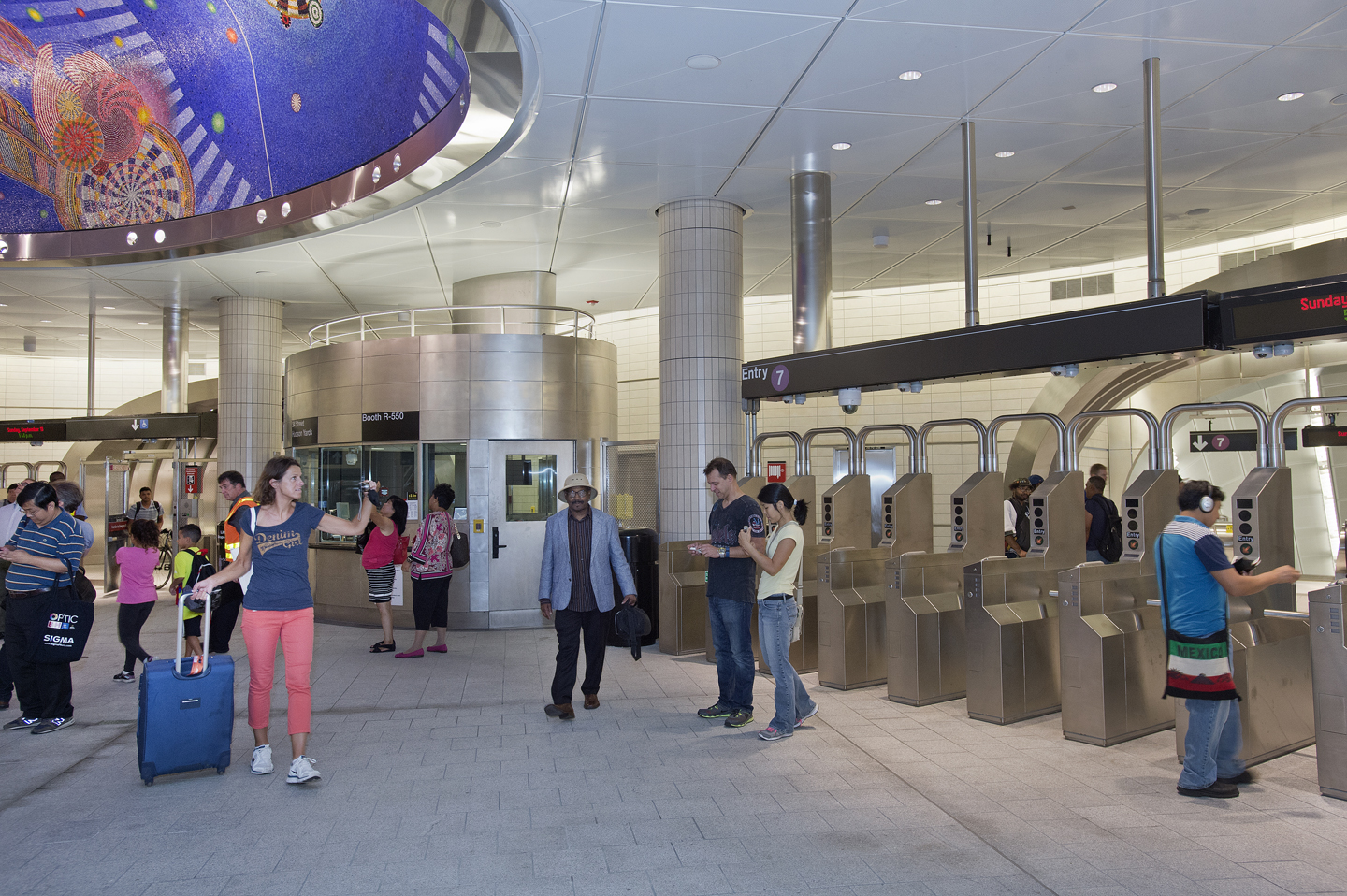
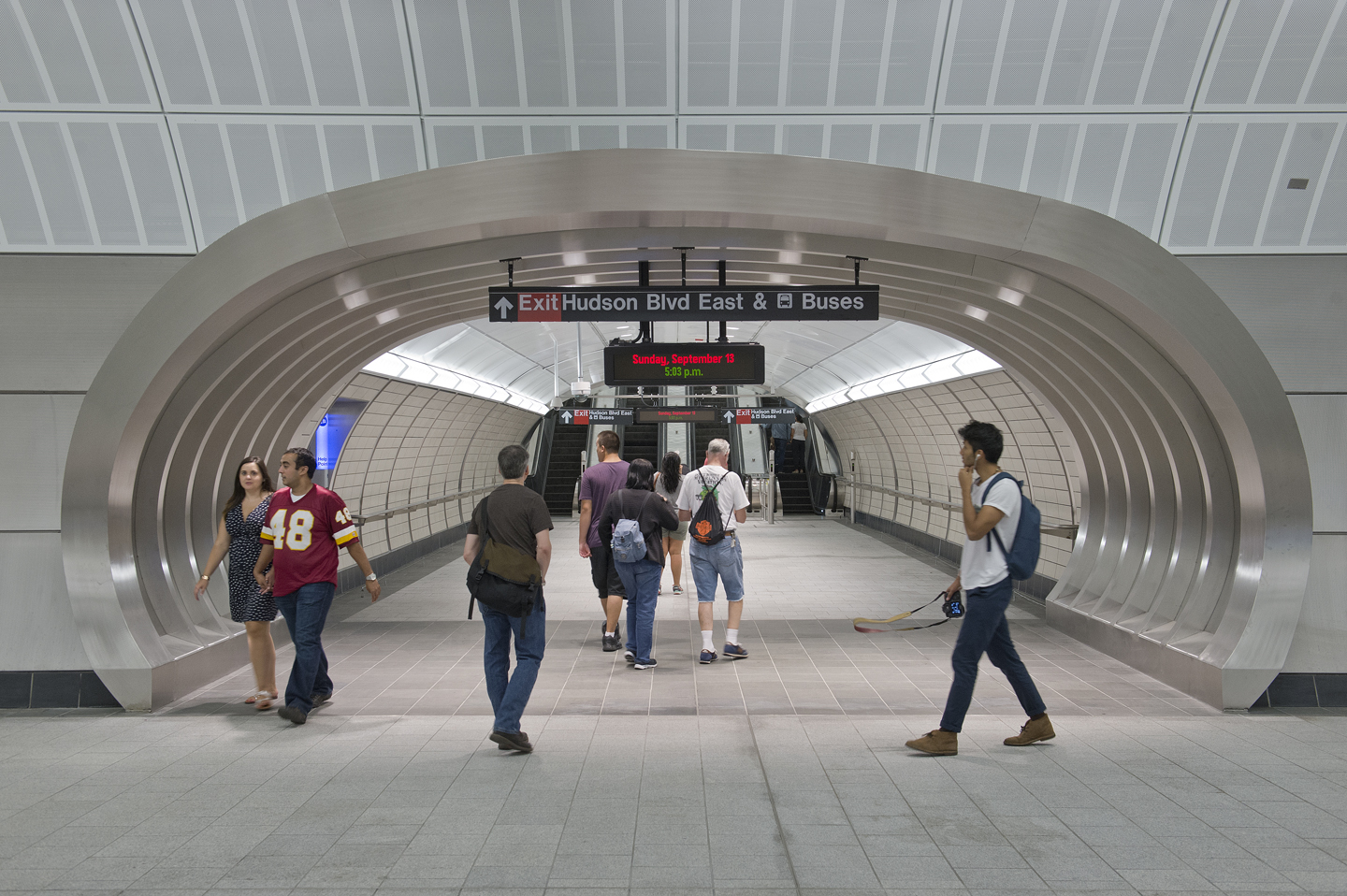
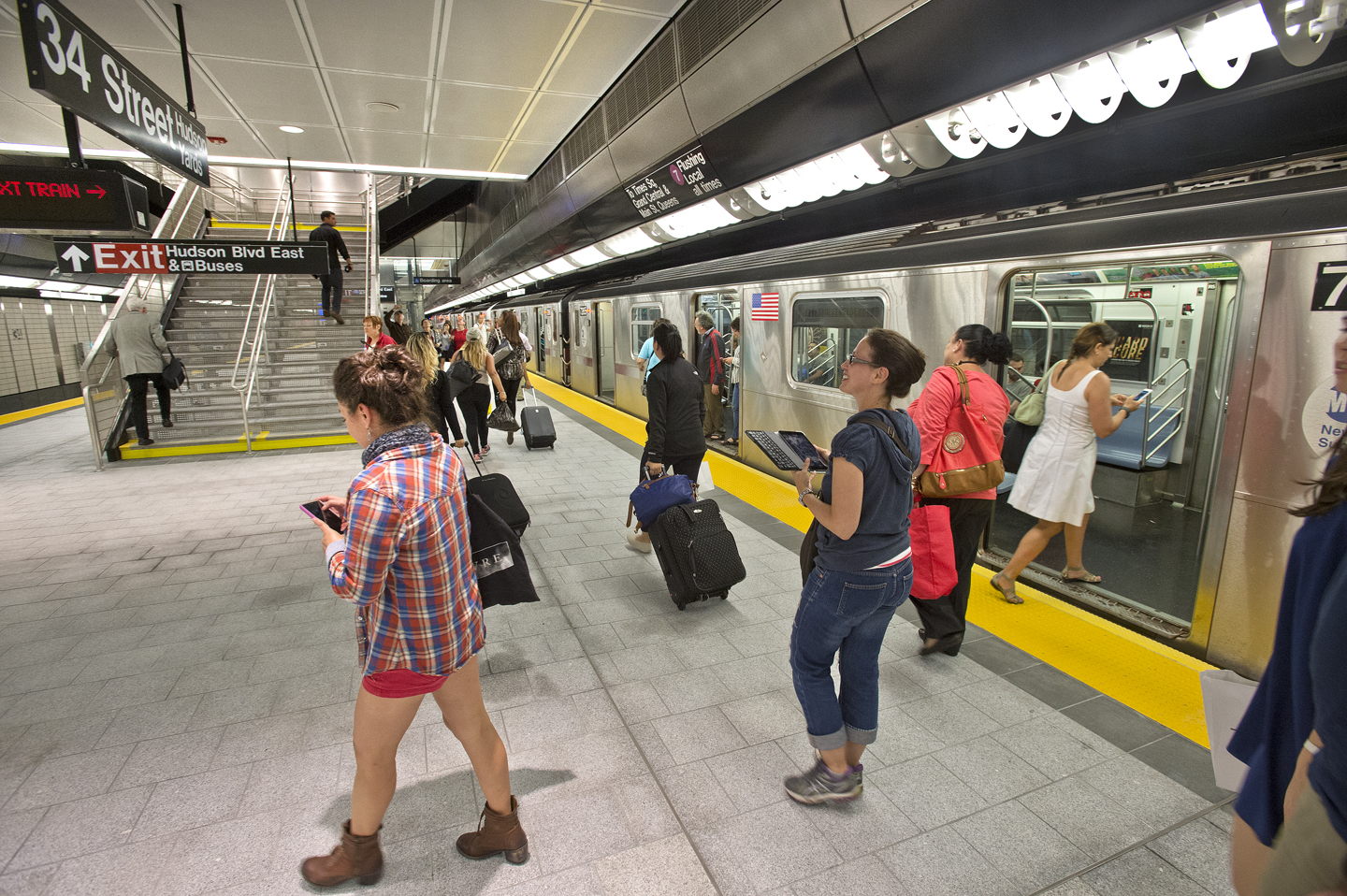